# 고창 선운사 석상암 산신도
고창 선운사 석상암 산신도(高敞 禪雲寺 石床庵 山神圖)는 전북특별자치도 고창군 아산면, 선운사 석상암에 있는 불화이다. 2014년 10월 31일 전라북도의 유형문화재 제230호로 지정되었다.

## 지정 사유
고창 선운사 석상암 산신도는 1847년 정미년(丁未年)에 제작된 작품으로 추정되는데 색채가 안정적이며 조화로운 필치와 호랑이의 움직임 자연스럽고 산신의 상호 표현이 뛰어난 수작(秀作)으로 평가된다.

## 참고 자료
- 고창 선운사 석상암 산신도 - 국가유산청 국가유산포털